# الخطبة الخالية من الألف
الخطبة المونقة أو الخطبة الخالية من حرف الألف هي خطبة منسوبة لعلي بن أبي طالب، وتمتاز بأنها خالية من حرف الألف تمامًا.

## وجه التسمية
حسب ما أشار شارح كتاب نهج البلاغة إبن أبي الحديد المعتزلي أن تسمية الخطبة بالمونقة ظاهرة، لأنها تعجب من سمعها، فالمونقة أي الحسنة المعجبة، من قولهم: أنق الشئ فهو أنيق ومونق.

## سبب إلقائها
يذكر في بيان السبب الذي من أجله ارتجل علي بن أبي طالب هذه الخطبة هو أن العرب كانوا يجتمعون ويتحاورن في كل ما يعنى باللغة العربية فتذاكروا فضل الخط وتوصلوا إلى أن حرف الألف هو أكثر حرف يتكرر في الكلام ويتعذر الكلام بدونه، فارتجل علي بن أبي طالب هذه الخطبة مباشرة مسقطا استعمال حرف الألف فيها.

## نوع الألف المحذوف فيها
وحسب ماذكر أن الألف التي حذفت من الخطبة هي تلك الألف اليابسة التي لاتقبل الحركة في مقابل الهمزة القابلة للحركة.

## نص الخطبة
| ” | حَمِدْتُ مَنْ عَظُمَتْ مِنَّتُهُ، وَسَبَغَتْ نِعْمَتُهُ، وَسَبَقَتْ غَضَبَهُ رَحْمَتُهُ، وَتَمَّتْ كَلِمَتُهُ، وَنَفِذَتْ مَشيئَتُهُ، وَبَلَغَتْ قَضِيَّتُهُ، حَمِدْتُهُ حَمْدَ مُقِرٍّ بِرُبوُبِيَّتِهِ، مُتَخَضِّعٍ لِعُبوُدِيَّتِهِ، مُتَنَصِّلٍ مِنْ خَطيئَتِهِ، مُتَفَرِّدٍ بِتَوْحيدِهِ، مُؤَمِّلٍ مِنْهُ مَغْفِرَةً تُنْجيهِ، يَوْمَ يُشْغَلُ عَنْ فَصيلَتِهِ وَبَنيهِ. وَنَسْتَعينُهُ وَنَسْتَرْشِدُهُ وَنَسْتَهْديهِ، وَنُؤْمِنُ بِهِ وَنَتَوَكَّلُ عَلَيْهِ، وَشَهِدْتُ لَهُ شُهُودَ مُخْلِصٍ مُوقِنٍ، وَفَرَّدْتُهُ تَفَرُّدَ مُؤْمِن مُتَيَقِّنٍ، وَوَحَّدْتُهُ تَوْحيدَ عَبْدٍ مُذْعِنٍ، لَيْسَ لَهُ شَريكٌ في مُلْكِهِ، وَلَمْ يَكُنْ لَهُ وَلِىٌّ في صُنْعِهِ، جَلَّ عَنْ مُشيرٍ وَوَزيرٍ، وَعَنْ عَوْنِ مُعينٍ وَنَصيرٍ وَنَظيرٍ. عَلِمَ فَسَتَرَ، وَبَطَنَ فَخَبَرَ، وَمَلَكَ فَقَهَرَ، وَعُصِىَ فَغَفَرَ، وَحَكَمَ فَعَدَلَ، لَمْ يَزَلْ وَلَنْ يَزوُلَ، لَيْسَ كَمِثْلِهِ شَيْءٌ، وَهُوَ قَبْلَ كُلِّ شَيْءٍ، وَهُوَ بَعْدَ كُلِّ شَيْءٍ، رَبٌّ مُتَعَزِّزٌ بِعِزَّتِهِ، مُتَمَكِّنٌ بِقُوَّتِهِ، مُتَقَدِّسٌ بِعُلُوِّهِ، مُتَكَبِّرٌ بِسُمُوِّهِ، لَيْسَ يُدْرِكُهُ بَصَرٌ، وَلَمْ يُحِطْ بِهِ نَظَرٌ، قَوِىٌّ مَنيعٌ، بَصيرٌ سَميعٌ، رَؤُفٌ رَحيمٌ. عَجَزَ عَنْ وَصْفِهِ مَنْ يَصِفُهُ، وَضَلَّ عَنْ نَعْتِهِ مَنْ يَعْرِفُهُ، قَرُبَ فَبَعُدَ، وَبَعُدَ فَقَرُبَ، يُجيبُ دَعْوَةَ مَنْ يَدْعُوهُ، وَيَرْزُقُهُ وَيَحْبُوهُ، ذُو لُطْفٍ خَفي، وَبَطْشٍ قَوِىٍّ، وَرَحْمَةٍ مُوسَعَةٍ، وَعُقُوبَةٍ مُوجِعَةٍ، رَحْمَتُهُ جَنَّةٌ عَريضَةٌ مُونِقَةٌ، وَعُقُوبَتُهُ جَحيمٌ مَمْدُودَةٌ موُبِقَةٌ. وَشَهِدْتُ بِبَعْثِ مُحَمَّدٍ رَسوُلِهِ، وَعَبْدِهِ وَصَفِيِّهِ، وَنَبِيِّهِ وَنَجِيِّهِ، وَحَبيبِهِ وَخَليلِهِ، بَعَثَهُ في خَيْرِ عَصْرٍ، وَحينِ فَتْرَةٍ وَكُفْرٍ، رَحْمَةً لِعَبيدِهِ، وَمِنَّةً لِمَزيدِهِ، خَتَمَ بِهِ نُبُوَّتَهُ، وَشَيَّدَ بِهِ حُجَّتَهُ، فَوَعَظَ وَنَصَحَ، وَبَلَّغَ وَكَدَحَ، رَؤُفٌ بِكُلِّ مُؤْمِنٍ، رَحيمٌ سَخِيٌّ، رَضِىٌّ وَلِىٌّ زَكِىٌّ، عَلَيْهِ رَحْمَةٌ وَتَسْليمٌ، وَبَرَكَةٌ وَتَكْريمٌ، مِنْ رَّبٍّ غَفوُرٍ رَحيمٍ، قَريبٍ مُجيبٍ. وَصَّيْتُكُمْ مَعْشَرَ مَنْ حَضَرَنى بِوصِيَّةِ رَبِّكُمْ، وَذَكَّرْتُكُمْ بِسُنَّةِ نَبِيِّكُمْ، فَعَلَيْكُمْ بِرَهْبَةٍ تَسْكُنُ قُلوُبَكُمْ، وَخَشْيَةٍ تُذْرى دُمُوعَكُمْ، وَتَقِيَّةٍ تُنْجيكُمْ قَبْلَ يَوْمِ يُبْليكُمْ وَيُذْهِلُكُمْ، يَوْمَ يَفوُزُ فيهِ مَنْ ثَقُلَ وَزْنُ حَسَنَتِهِ، وَخَفَّ وَزْنُ سَيِّئَتِهِ، وَلْتَكُنْ مَسْئَلَتُكُمْ وَتَمَلُّقُكُمْ مَسْاَلَةَ ذُلٍّ وَخُضُوعٍ، وَشُكْرٍ وَخُشوُعٍ، بِتَوْبَةٍ وَتَوَرُّعٍ، وَنَدَمٍ وَرُجوُعٍ، وَلْيَغْتَنِمْ كُلُّ مُغْتَنِمٍ مِنْكُمْ صِحَّتَهُ قَبْلَ سُقْمِهِ، وَشَبيبَتَهُ قَبْلَ هَرَمِهِ، وَسَعَتَهُ قَبْلَ فَقْرِهِ، وَفَرْغَتَهُ قَبْلَ شُغْلِهِ وَحَضَرَهُ قَبْلَ سَفَرِهِ، قَبْلَ تَكَبُّرٍ وَتَهَرُّمٍ وَتَسَقُّمٍ، يَمُلُّهُ طَبيبُهُ، وَيُعْرِضُ عَنْهُ حَبيبُهُ، وَيَنْقَطِعُ غِمْدُهُ، وَيَتَغَيَّرُ عَقْلُهُ . ثُمَّ قيلَ هُوَ مَوْعُوكٌ وَجِسْمُهُ مَنْهوُكٌ، ثُمَّ جُدَّ في نَزْعٍ شَديدٍ، وَحَضَرَهُ كُلُّ قَريبٍ وَبَعيدٍ، فَشَخَصَ بَصَرُهُ، وَطَمَحَ نَظَرُهُ، وَرَشَحَ جَبينُهُ، وَعَطَفَ عَرينُهُ، وَسَكَنَ حَنينُهُ، وَحَزَنَتْهُ نَفْسُهُ، وَبَكَتْهُ عِرْسُهُ، وَحُفِرَ رَمْسُهُ، وَيُتِمُّ مِنْهُ وُلْدُهُ، وَتَفَرَّقَ مِنْهُ عَدَدُهُ، وَقُسِمَ جَمْعُهُ، وَذَهَبَ بَصَرُهُ وَسَمْعُهُ، وَمُدِّدَ وَجُرِّدَ، وَعُرِىَ وَغُسِلَ، وَنُشِفَ وَسُجِّىَّ، وَبُسِطَ لَهُ وَهُيِّىءَ، وَنُشِرَ عَلَيْهِ كَفَنُهُ، وَشُدَّ مِنْهُ ذَقَنُهُ، وَقُمِّصَ وَعُمِّمَ وَوُدِّعَ وَسُلِّمَ، وَحُمِلَ فَوْقَ سَريرٍ، وَصُلِّىَ عَلَيْهِ بِتَكْبيرٍ، وَنُقِلَ مِنْ دُورٍ مُزَخْرَفَةٍ، وَقُصُورٍ مُشَيَّدَةٍ، وَحُجُرٍ مُنَجَّدَةٍ، وَجُعِلَ في ضَريحٍ مَلْحُودٍ، وَضيقٍ مَرْصوُدٍ، بِلَبِنٍ مَنْضُودٍ، مُسَقَّفٍ بِجُلْموُدٍ . وَهيلَ عَلَيْهِ حَفَرُهُ، وَحُثِيَ عَلَيْهِ مَدَرُهُ، وَتَحَقَّقَ حَذَرُهُ، وَنُسِىَ خَبَرُهُ، وَرَجَعَ عَنْهُ وَلِيُّهُ وَصَفِيُّهُ، وَنَديمُهُ وَنَسيبُهُ، وَتَبَدَّلَ بِهِ قَرينُهُ وَحَبيبُهُ، فَهُوَ حَشْوُ قَبْرٍ، وَرَهينُ قَفْرٍ، يَسْعى بِجِسْمِهِ دوُدُ قَبْرِهِ، وَيَسيلُ صَديدُهُ مِنْ مَنْخَرِهِ، يَسْتَحقُ تُرْبُهُ لَحْمَهُ، وَيَنْشَفُ دَمَهُ، وَيَرُمُّ عَظْمَهُ حَتّى يَوْمِ حَشْرِهِ، فَنُشِرَ مِنْ قَبْرِهِ حينَ يُنْفَخُ في صُورٍ، وَيُدْعى بِحَشْرٍ وَنُشُورٍ، فَثَمَّ بُعْثِرَتْ قُبوُرٌ، وَحُصِّلَتْ سَريرَةُ صُدُورٍ، وَجييءَ بِكُلِّ نَبِيٍّ وَصِدّيقٍ وَشَهيدٍ، وَتَوَحَّدَ لِلْفَصْلِ قَديرٌ، بِعَبْدِهِ خَبيرٌ بَصيرٌ . فَكَمْ مِنْ زَفْرَةٍ تُضْنيهِ، وَحَسْرَةٍ تُنْضيهِ، في مَوْقَفٍ مَهوُلٍ، وَمَشْهَدٍ جَليلٍ، بَيْنَ يَدَيْ مَلِكٍ عَظيمٍ، وَبِكُلِّ صَغيرٍ وَكَبيرٍ عَليمٍ، فَحينئذٍ يُلْجِمُهُ عَرَقُهُ، وَيُحْصِرُهُ قَلَقُهُ، عَبْرَتُهُ غَيْرُ مَرْحُومَةٍ، وَصَرْخَتُهُ غَيْرُ مَسْمُوعَةٍ، وَحُجَّتُهُ غَيْرُ مَقْبوُلَةٍ، وبَرزتْ صَحيفَتُهُ، وَتُبِينتْ جَريدَتُهُ، فنَظَرَ في سُوءِ عَمَلِهِ، وَشَهِدَتْ عَلَيْهِ عَيْنُهُ بِنَظَرِهِ، وَيَدُهُ بِبَطْشِهِ، وَرِجْلُهُ بِخَطْوِهِ، وَفَرْجُهُ بِلَمْسِهِ، وَجِلْدُهُ بِمَسِّهِ، فَسُلْسِلَ جيدُهُ، وَغُلَّتْ يَدُهُ، وَسيقَ فَسَحِبَ وَحْدَهُ، فَوَرَدَ جَهَنَّمَ بِكَرْبٍ وَشِدَّةٍ، فَظُلَّ يُعَذَّبُ في جَحيمٍ، وَيُسْقى شَرْبَةٌ مِنْ حَميمٍ، تَشْوى وَجْهَهُ، وَتَسْلَخُ جِلْدَهُ، وَتَضْرِبُهُ زِبْنِيَةٌ بِمَقْمَعٍ مِنْ حَديدٍ، وَيَعوُدُ جِلْدُهُ بَعْدَ نُضْجِهِ كَجِلْدٍ جَديدٍ، يَسْتَغيثُ فَتُعْرِضُ عَنْهُ خَزَنَةُ جَهَنَّمَ، وَيَسْتَصْرِخُ فَيَلْبَثُ حَقْبَةً يَنْدَمُ . نَعوُذُ بِرَبٍّ قَديرٍ، مِنْ شَرِّ كُلِّ مَصيرٍ، وَنَسْأَلُهُ عَفْوَ مَنْ رَضِىَ عَنْهُ، وَمَغْفِرَةَ مَنْ قَبِلَهُ، فَهُوَ وَلِىُّ مَسْأَلَتى، وَمُنْجِحُ طَلِبَتى، فَمَنْ زُحْزِحَ عَنْ تَعْذيبِ رَبِّهِ جُعِلَ في جَنَّتِهِ بِقُرْبِهِ، وَخُلِّدَ في قُصوُرٍ مُشَيَّدَةٍ، وَمُلْكِ بِحُورٍ عينٍ وَحَفَدَةٍ، وَطيفَ عَلَيْهِ بِكُؤُسٍ وسكِنَ في حَظيرَةِ قُدُّوسٍ، وَتَقَلَّب في نَعيمٍ، وَسُقِىَ مِنْ تَسْنيمٍ، وَشَرِبَ مِنْ عَيْنٍ سَلْسَبيلٍ، وَمُزِجَ لَهُ بِزَنْجَبيلٍ، مُخْتَمٍ بِمِسْكٍ وَعَبيرٍ مُسْتَديمٍ لِلْمُلْكِ، مُسْتشْعِرٍ لِلسُّرُرِ، يَشْرَبُ مِنْ خُموُرٍ، في رَوْضٍ مُغْدِقٍ، لَيْسَ يُصَدَّعُ مِنْ شُرْبِهِ، وَلَيْسَ يُنْزَفُ . هذِهِ مَنْزِلَةُ مَنْ خَشِيَ رَبَّهُ، وَحَذَّرَ نَفْسَهُ مَعْصِيَتَهُ، وَتِلْكَ عُقُوبَةُ مَنْ جَحَدَ مَشيئَتَهُ، وَسَوَّلَتْ لَهُ نَفْسُهُ مَعْصِيَتَهُ، فَهُوَ قَوْلٌ فَصْلٌ، وَحُكْمٌ عَدْلٌ، وَخَبَرٌ قَصَصٌ قَصٌّ، وَوَعْظٌ نَصٌّ : تَنْزيلٌ مِنْ حَكيمٍ حَميدٍ، نَزَلَ بِهِ رُوحُ قُدُسٍ مُّبينٍ عَلى قَلْبِ نَبِيّ مُهْتَدٍ رَشيدٍ، صَلَّتْ عَلَيْهِ رُسُلٌ سَفَرَةٌ، مُكَرَّمُونَ بَرَرَةٌ، عُذْتُ بِرَبٍّ عَليمٍ، رَحيمٍ كَريمٍ، مِنْ شَرِّ كُلِّ عَدُوٍّ لَعينٍ رَجيمٍ، فَلْيَتَضَرَّعْ مُتَضَرِّعُكُمْ وَ لْيَبْتَهِلْ مُبْتَهِلُكُمْ، وَلْيَسْتَغْفِرْ كُلُّ مَرْبوُبٍ مِنْكُمْ لي وَلَكُمْ، وَحَسْبي رَبّي وَحْدَهُ. | “ |